# Cenopalpus capacis
Cenopalpus capacis är en spindeldjursart som beskrevs av Mohammad Nazeer Chaudhri 1971. Cenopalpus capacis ingår i släktet Cenopalpus och familjen Tenuipalpidae. Inga underarter finns listade i Catalogue of Life.